# Pseuderianthus bakeri
Pseuderianthus bakeri är en insektsart som först beskrevs av Bolívar, C. 1930.  Pseuderianthus bakeri ingår i släktet Pseuderianthus och familjen Chorotypidae. Inga underarter finns listade i Catalogue of Life.